# Liste der Fließgewässer im Flusssystem Aalbach
Die Liste der Fließgewässer im Flusssystem Aalbach umfasst alle direkten und indirekten Zuflüsse des Aalbaches, soweit sie namentlich auf der Topographischen Karte 1:10000 Bayern Nord (DK 10), im Kartenservicesystem des Bayerischen Landesamts für Umwelt (LfU) oder in der Gewässernetzkarte des LUBW aufgeführt sind. Namenlose Zuläufe und Abzweigungen werden nicht berücksichtigt. Wenn sich der Gewässername nach dem Zusammenfluss zweier Gewässerabschnitte ändert, werden die beiden Zuflüsse als Quellzuflüsse separat angeführt, ansonsten erscheint der Teilbereichsname in Klammern. Die Längenangaben werden auf eine Nachkommastelle gerundet. Die Fließgewässer werden jeweils flussabwärts aufgeführt. Die orografische Richtungsangabe bezieht sich auf das direkt übergeordnete Gewässer.

## Aalbach
Der Aalbach ist ein auf dem Hauptstrang 26,5 km langer, linker und östlicher Nebenfluss des Mains am südöstlichen Mainviereck.

## Zuflüsse
Hierarchische Liste der Zuflüsse des Aalbaches, jeweils von der Quelle/dem Ursprung zur Mündung/zum Zusammenfluss. Auswahl.
Zusammenfluss des Aalbachs südlich von Waldbüttelbrunn-Mädelhofen auf 247 m ü. NHN
- Waldbüttelbrunner Augraben oder Ströhleinsaugraben, rechter Oberlauf des Aalbachs, 5,7 km; davon die unteren 4,1 km auf dem Aalbach-Hauptstrang
  - Weidengraben, von links auf 270 m ü. NHN am Westende von Waldbüttelbrunn, 2,1 km; oberster Abschnitt des Aalbach-Hauptstrangs
  - Herrlesbrunnergraben, von links auf etwa 257 m ü. NHN nahe einem Einzelhof Am Sommerrain südwestlich von Waldbüttelbrunn, 2,5 km
Quelle Herrlesbrunnen
  - Bodenwiesengraben, von links auf 253 m ü. NHN an der Kläranlage von Waldbüttelbrunn, 2,2 km
Zusammenfluss auf 264 m ü. NHN am Beginn einer Waldenge nordnordöstlich von Waldbrunn
    - Hirtenholzgraben, von rechts, 2,3 km
    - Hollergraben, von links, 0,9 km

  - Gehägsgraben, von rechts auf 252 m ü. NHN südwestlich von Waldbüttelbrunn kurz vor der Gemeindegrenze zu Waldbrunn, 3,2 km
    - Bürgleinsgraben, von links auf 270 m ü. NHN in Hettstadt, 1,6 km
Ist bedeutend länger als der Namensoberlauf des Gehägsgrabens in Hettstadt selbst
- Haselbach oder Haselgrundgraben, linker Oberlauf des Aalbachs, 5,2 km
  - Haselbrunnengraben, von links auf 256 m ü. NHN südwestlich von Waldbrunn, 1,1 km
Quelle Haselbrunnen
- Ziegelbach, von rechts auf 234 m ü. NHN nordwestlich von Roßbrunn, 2,8 km
mit Oberlauf Güßgraben 4,9 km
  - Güßgraben (!), Oberlauf bis auf 255 m ü. NHN an der Bachgasse im südöstlichen Greußenheim, 2,2 km
trockenfallend
  - Mehlengraben, rechter Zufluss auf 243 m ü. NHN, südwestlich von Greußenheim zwischen oberer und unterer Mühle, 3,0 km
trockenfallend
    - Bissenbodengraben[1], von rechts auf 258 m ü. NHN nordwestlich von Greußenheim, 1,0 km

  - Floß, von links auf 234 m ü. NHN nordwestlich von Roßbrunn, 0,5 km
- Kappwiesgraben, von links
- Saugraben, von rechts auf 226 m ü. NHN gegenüber der Unteren Mühle/Neumühle von Uettingen, 1,5 km
- Webersgraben, von links auf 222 m ü. NHN südwestlich von Uettingen zwischen Neumühle und Kläranlage, 1,8 km
- Glockgraben[2], von links auf 204 m ü. NHN gegenüber dem östlichen Holzkirchen, 1,4 km
- Leitenbach, von rechts auf 198 m ü. NHN in Holzkirchen, 3,7 km
  - Talzug Hardtgraben → Klingelgraben, Oberlauf des Leitenbachs bis auf 249 m ü. NHN am nördlichen Siedlungsrand von Markt Remlingen, 5,0 km
trockenfallend
  - Wittengraben, von rechts auf 244 m ü. NHN am Salzerweg in Remlingen, 1,3 km
  - Hubertusgraben, von rechts auf 240 m ü. NHN südwestlich von Remlingen, 1,3 km
- Biengraben[3], von rechts auf 189 m ü. NHN in Holzkirchen-Wüstenzell, 2,4 km
- Benzgraben, von rechts auf 187 m ü. NHN am Westrand von Wüstenzell, 0,7 km
- Renztalgraben, von rechts auf 171 m ü. NHN in Wertheim-Dertingen, 1,5 km
- Wetschelgraben oder Hasengraben, von rechts auf 163 m ü. NHN westlich von Wertheim-Dertingen, 1,1 km
- → (Abzweig des Mühlkanals Bettingen), nach rechts auf 142 m ü. NHN am Südrand von Wertheim-Bettingen, 0,8 km; mündet etwa 50 Meter vor dem Aalbach in den Main

Mündung des Aalbachs am Südwestrand von Wertheim-Bettingen auf 139 m ü. NHN bei etwa Mainkilometer 165,5.